# Ohofer Gemeinschaftsverband
Der Ohofer Gemeinschaftsverband e. V. (auch Ohofer Verband) ist ein regionaler Dachverband von christlichen Gemeinschaften und Gemeinden pietistischer Prägung in Norddeutschland. Er ist Mitglied im Evangelischen Gnadauer Gemeinschaftsverband (Kassel) und dem Bund evangelischer Gemeinschaften (BeG).

## Geschichte
Am 15. Dezember 1925 wurde der Verband als Verband christlicher Gemeinschaften innerhalb der Landeskirche e. V. in Meinersen-Ohof gegründet. Vorausgehend waren Diakonissen des Deutschen Gemeinschafts-Diakonieverbandes (Marburg) missionarisch tätig. Zu Fuß oder mit dem Fahrrad besuchten sie die umliegenden Orte oft in ihrer Freizeit, um mit Interessierten die Bibel zu lesen und zu beten. Menschen fanden Glauben an Jesus Christus und gründeten Ortsgruppen als Gemeinschaften und später Gemeinden. Traditionell suchten sie ein gutes Miteinander mit der evangelischen Kirche.

## Aufgabe
Der Verband unterstützt christliche Organisationen unterschiedlicher Formen. Er will den christlichen Glauben vertiefen, die Gemeinden vor Ort stärken, die Verwaltung rechtskonform sicherstellen, den überregionalen Kontakt zu anderen Verbänden ermöglichen und zur Ausbreitung des christlichen Glaubens beitragen. Er finanziert sich im Wesentlichen durch freiwillige Zuwendungen von Freunden und leitet einen großen Teil seiner Einnahmen an gemeinsame Projekte weiter. Für diese Projekte erhält er auch öffentliche Zuschüsse und Sponsorengelder.
Gemeinsam unterhält der Verband mit der am 1. Mai 1930 gegründeten Ev. Kindertagesstätte „Bleiche“ den ältesten Kindergarten Gifhorns und das TCG-Ohof (Tagungscenter „Gotteshütte“) mit rund 300 Sitzplätzen. Er ist in Gemeindegründungsprojekten tätig. In Bad Lauterberg unterstützt er die Jugendinitiative „Focus Café“ und in Meinersen-Ohof die Lebensmittelrettung im Rahmen von TCG-Food.
Freizeit- und Jugendaktivitäten werden in Zusammenarbeit mit dem niedersächsischen Jugendverband Entschieden für Christus (EC) durchgeführt.

## Mitglieder: Gemeinschaften und Gemeinden
- Ev. Gemeinschaft Südharz e. V. in Bad Lauterberg und Herzberg[9]
- Ev. Gemeinschaft Gifhorn e. V.[10]
- Ev. Projektgemeinde Jesus Friends e. V. in Hamburg-Eimsbüttel[11] und Hamburg-Wilhelmsburg[12]
- Ev. Stadtmission Bramfeld e. V. in Hamburg-Bramfeld[13]
- Ev. Gemeinschaft Hankensbüttel[14]
- Christus-Gemeinde Hannover e. V.[15]
- Christus-Gemeinde Laatzen e. V.[16]
- Ev. Gemeinschaft Helmstedt e. V.[17]
- miteinander e.V. in Klötze[18]
- Ev. Gemeinschaft Knesebeck in Wittingen
- Ev. Gemeinschaft Ohof-Eltze[19]
- Stadtmission Peine[20]
- Ev. Gemeinschaft Stift Quernheim e. V.[21]
- Ev. Gemeinschaft Tiddische[22]
- Ev. Gemeinschaft Fallersleben in Wolfsburg[23]
- Johannes Gemeinde e. V. in Müden/Aller[24]
- Stadtmission Wolfsburg e. V.[25]

## Aktionen und Werke
- Anziehungspunkt (Kleiderkammer) in Müden/Aller
- Ev. Kindertagesstätte „Bleiche“ in Gifhorn[26]
- Focus Café in Bad Lauterberg[27]
- Gebetshaus Oase[28]
- KOOLDAY![29]
- Männer-Netzwerk Ohof[30]
- TCG-Ohof (Tagungscenter „Gotteshütte“)[3]